# Seilbahn Denizli
Die Seilbahn Denizli ist eine dem Personenverkehr dienende Luftseilbahn auf die Bağbaşı-Hochebene im Stadtteil Kervansaray in der türkischen Stadt Denizli. Die Seilbahn wurde 2015 in Betrieb genommen.
Die von der Großstadtkommune Denizli betriebene Pendelbahn hat eine Länge von 1610 Metern. Hierbei überwindet sie eine Höhe von 625 Metern. Die 24 Kabinen für je 8 Personen fahren in einem Abstand von 30 Sekunden und können so in der Stunde bis zu 800 Personen transportieren.
An der Bergstation gibt es einen Aussichtspunkt mit Panoramaterrasse und Restaurant.

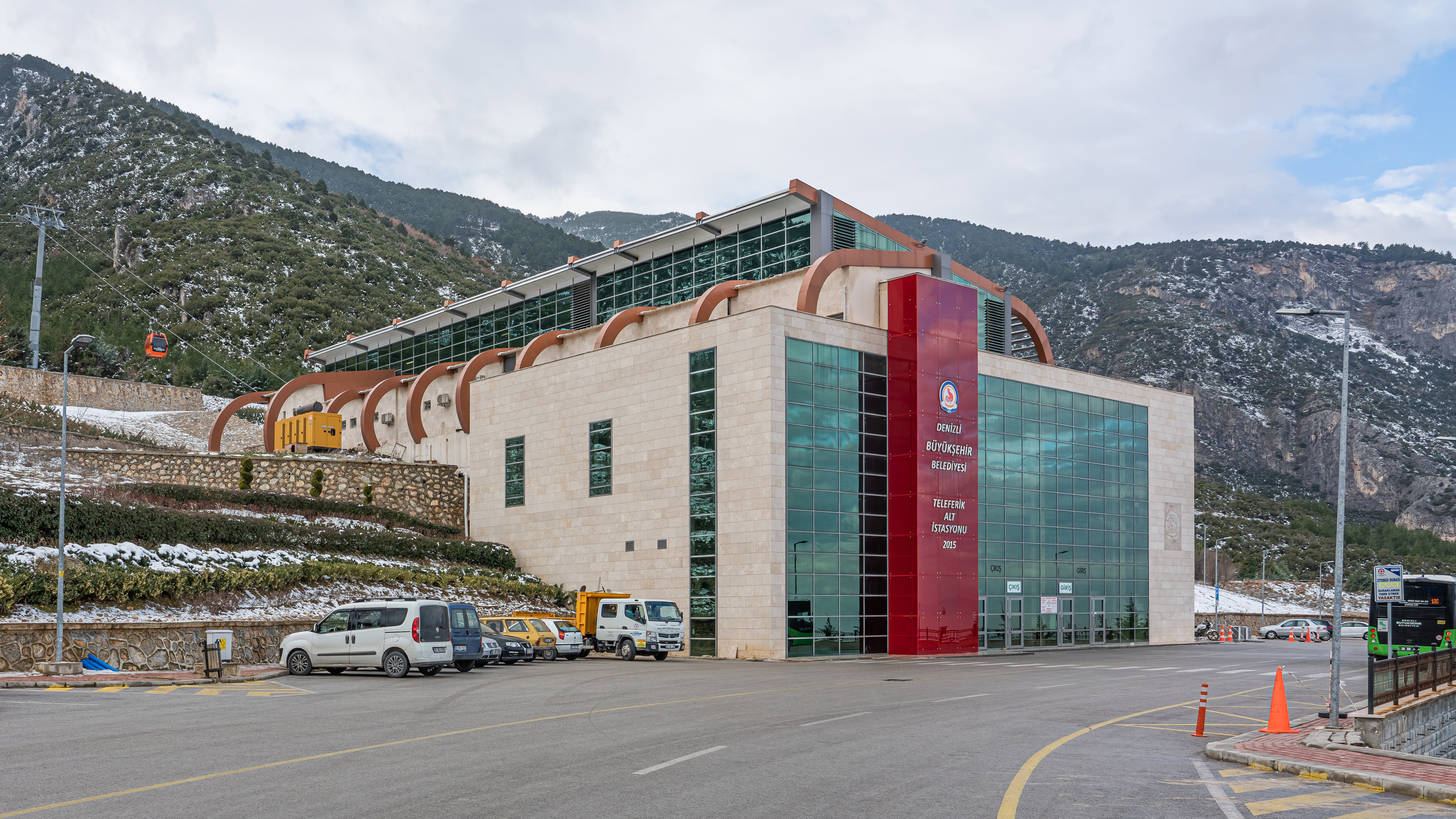
Talstation
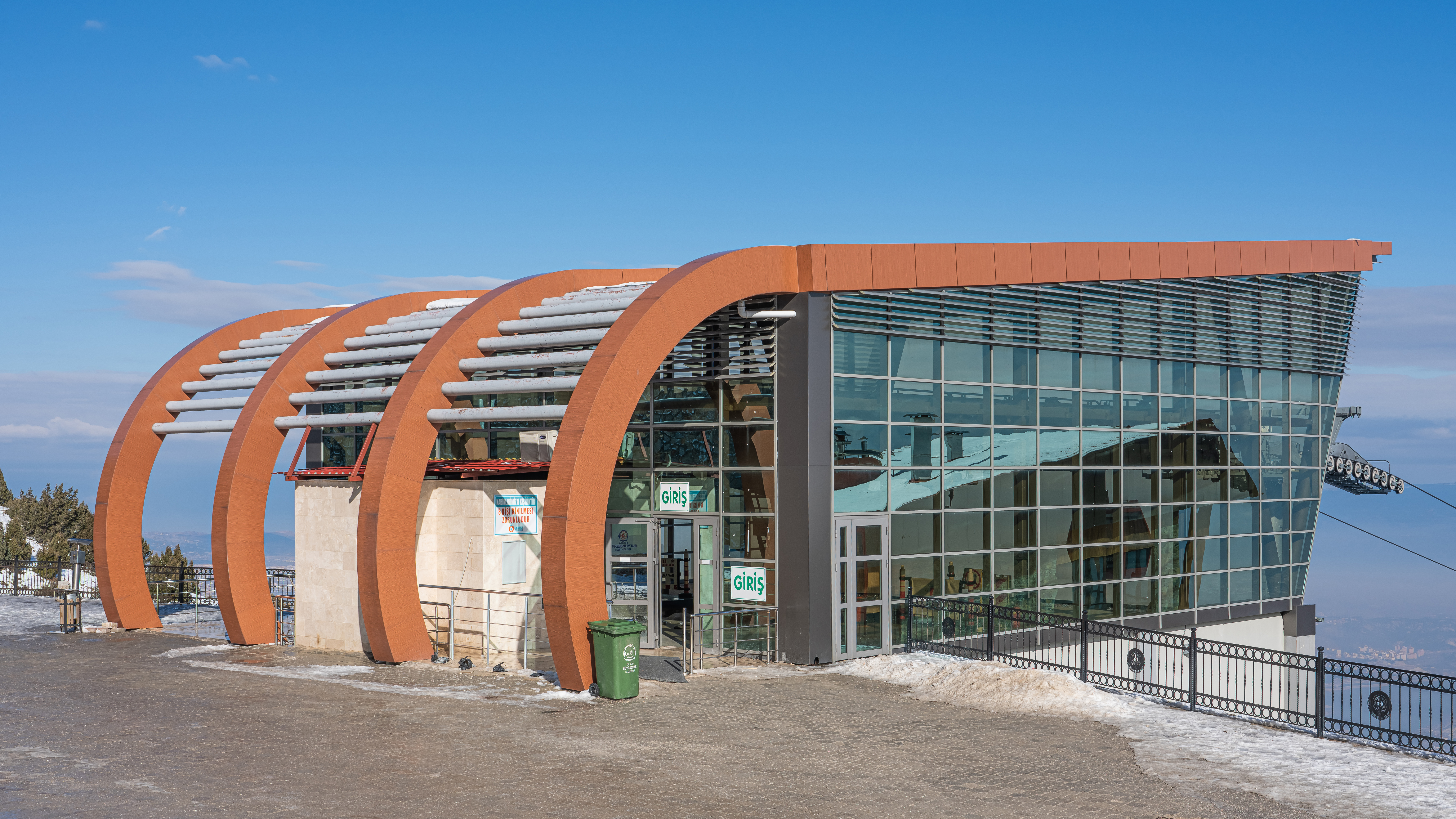
Bergstation
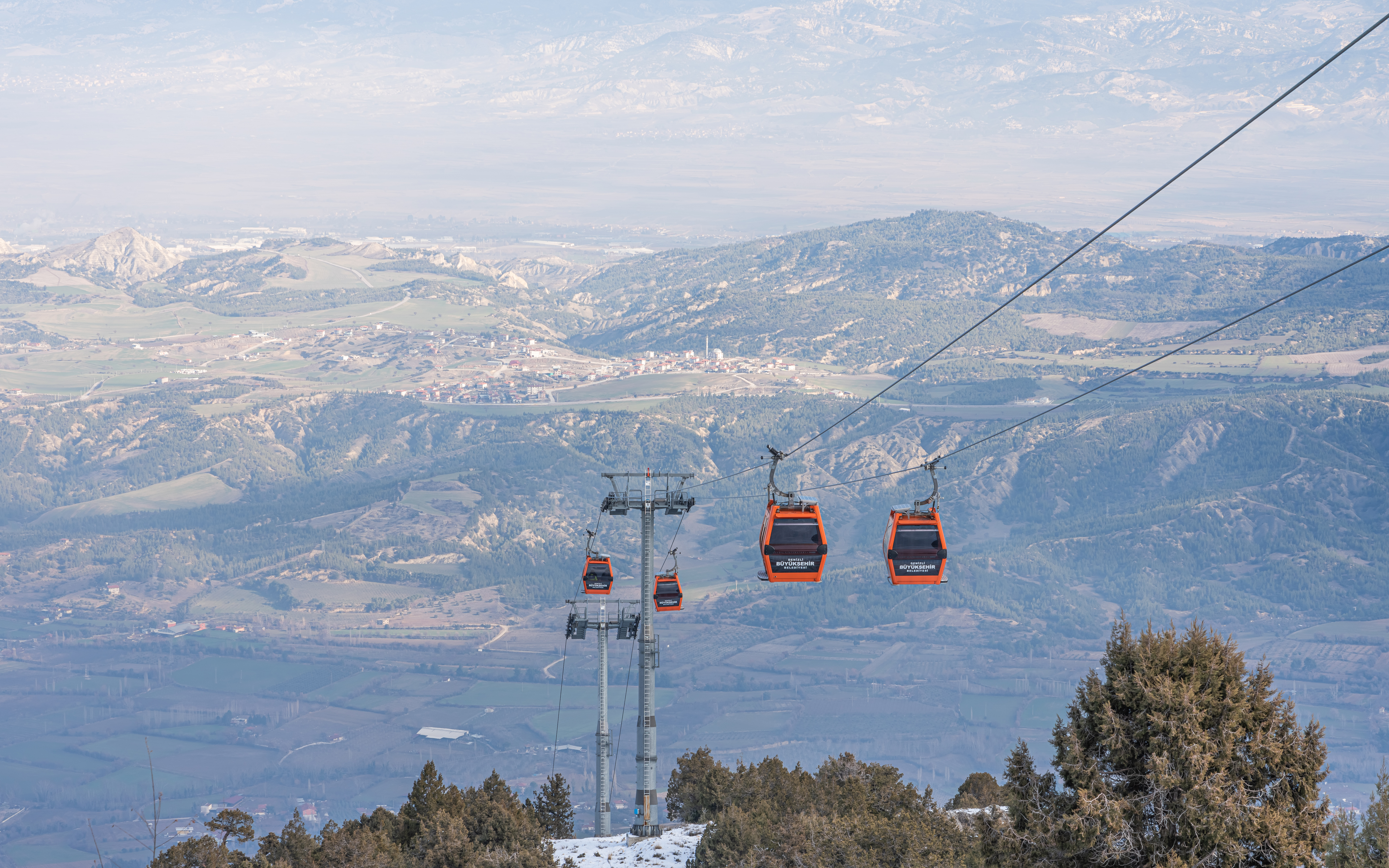
Blick auf die Seilbahn von der Bergstation
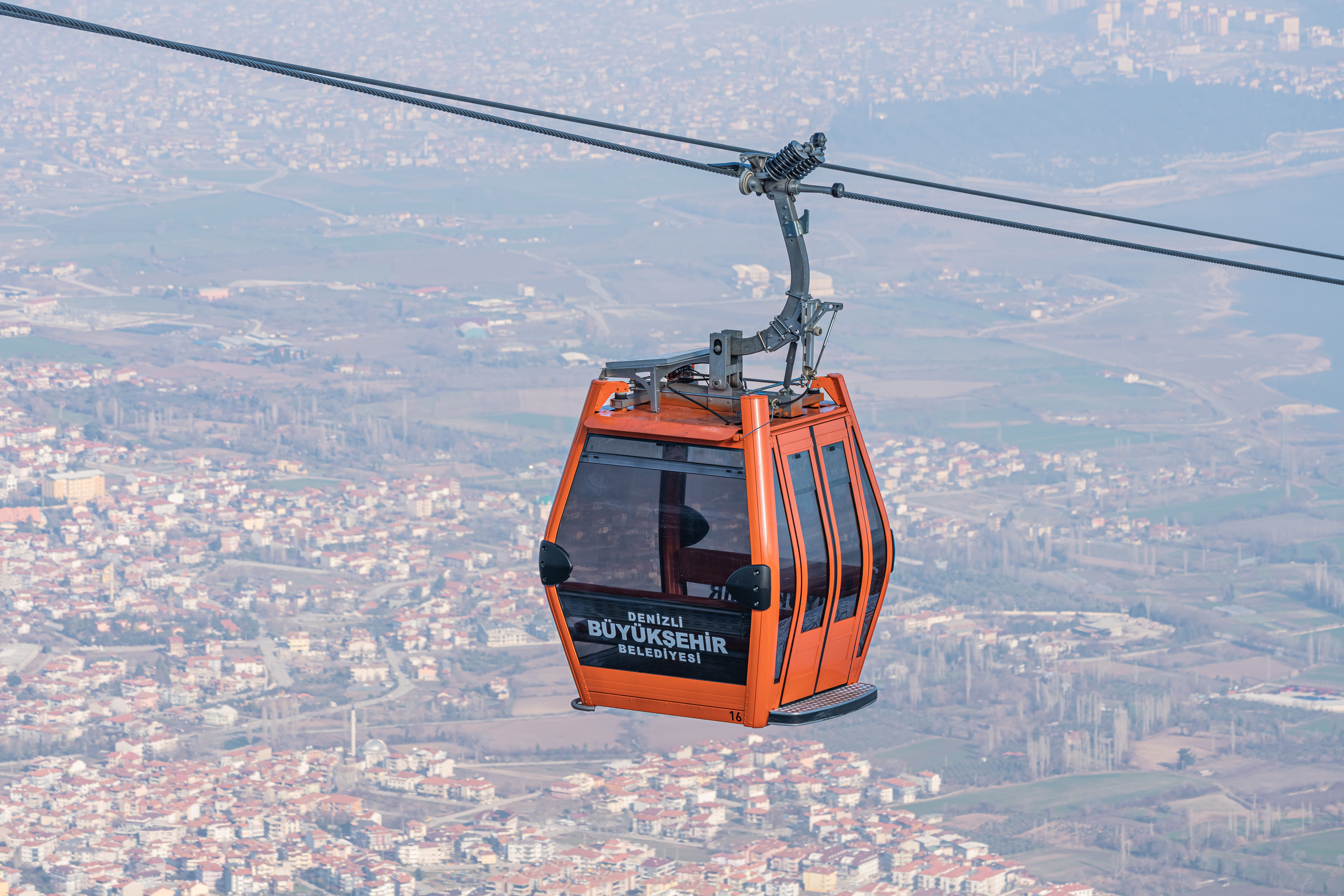
Gondel
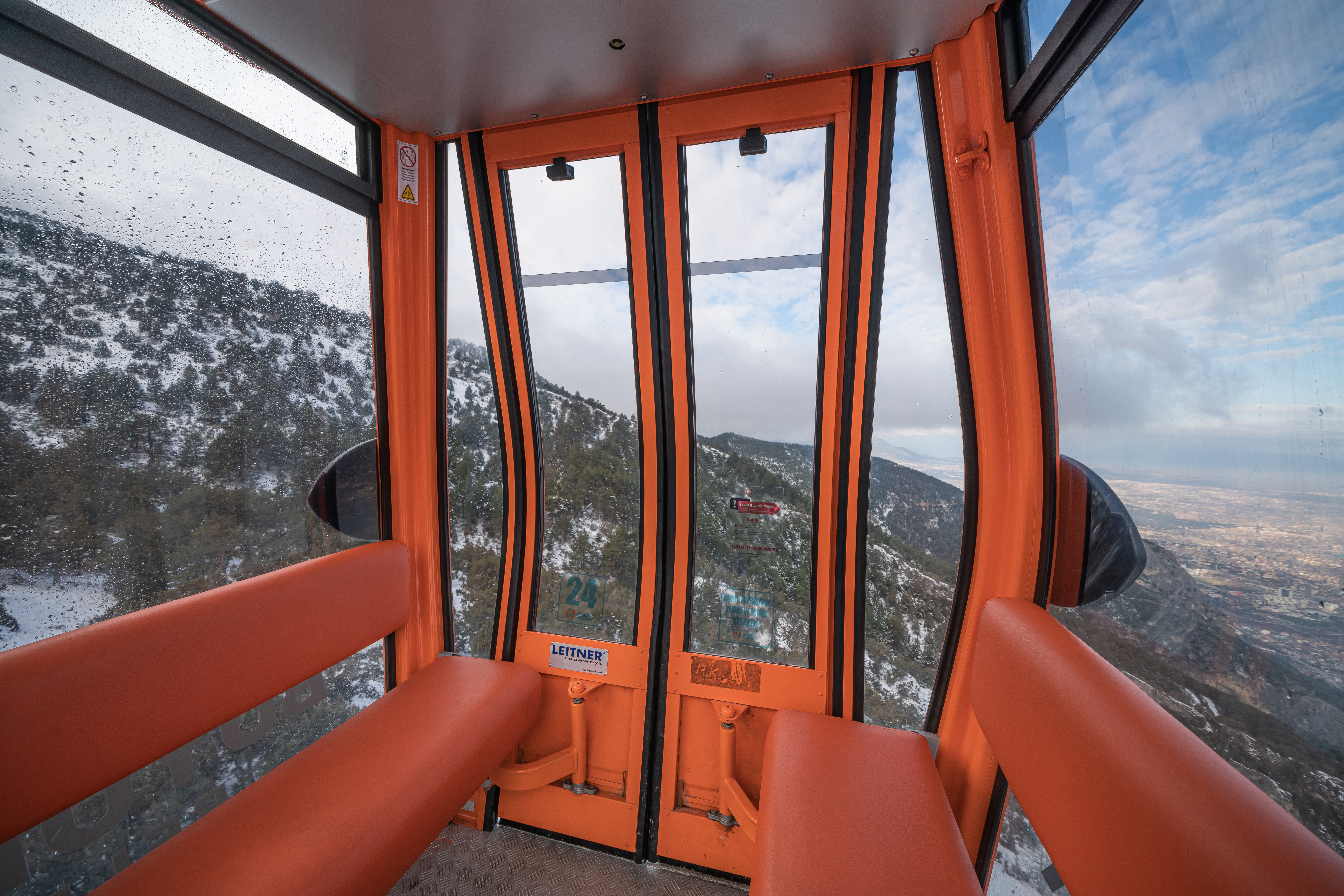
Innenansicht einer Gondel